# You Can't Do That on Stage Anymore, Vol. 1
You Can't Do That on Stage Anymore, Vol. 1 es un álbum doble grabado en directo del músico y compositor estadounidense Frank Zappa. Se editó como doble CD en 1988 bajo el sello discográfico Rykodisc.
El álbum abarca una larga etapa en la carrera de Zappa, desde 1969 hasta 1984, y a la vez, los más diversos estilos.

## Lista de canciones
- Todas las canciones compuestas por Zappa, excepto donde se indique lo contrario.

### Disco 1
1. "The Florida Airport Tape" (Kaylan, Volman, Zappa) – 1:03
  - Grabado en un aeropuerto de Florida, Estados Unidos, en junio de 1970.
2. "Once Upon a Time" – 4:37
  - Grabado en el Rainbow Theatre, Londres, Reino Unido, el 10 de diciembre de 1971
3. "Sofa #1" – 2:53
  - Grabado en el Rainbow Theatre, Londres, Reino Unido, el 10 de diciembre de 1971
4. "The Mammy Anthem" – 5:41
  - Grabado en el Stadio Communale, Palermo, Italia, el 14 de julio de 1982
5. "You Didn't Try to Call Me" – 3:39
  - Grabado en el Olympiahalle, Múnich, Alemania, el 3 de julio de 1980
6. "Diseases of the Band" – 2:22
7. "Tryin' to Grow a Chin" – 3:44
8. "Let's Make the Water Turn Black/Harry, You're a Beast/The Orange County Lumber Truck" – 3:27
9. "The Groupie Routine" – 5:41
10. "Ruthie-Ruthie" (Berry, Brock) – 2:57
11. "Babbette" – 3:35
12. "I'm the Slime" – 3:13
13. "Big Swifty" – 8:46
14. "Don't Eat the Yellow Snow Suite" – 20:16

### Disco 2
1. "Plastic People" (Berry, Zappa) – 4:38
2. "The Torture Never Stops" – 15:48
3. "Fine Girl" – 2:55
4. "Zomby Woof" – 5:39
5. "Sweet Leilani" (Owens) – 2:39
6. "Oh No" – 4:34
7. "Be in My Video" – 3:29
8. "The Deathless Horsie" – 5:29
9. "The Dangerous Kitchen" – 1:49
10. "Dumb All Over" – 4:20
11. "Heavenly Bank Account" – 4:05
12. "Suicide Chump" – 4:55
13. "Tell Me You Love Me" – 2:09
14. "Sofa #2" – 3:00

## Personal
- Frank Zappa – ingeniero, teclados, vocals, productor, guitarra
- Mark Volman – voz
- Howard Kaylan – voz
- Chad Wackerman – voz
- Ray Collins – guitarra, voz
- Ike Willis – guitarra, voz
- Lowell George – guitarra, voz
- Ray White – guitarra, voz
- Adrian Belew – guitarra, voz
- Warren Cuccurullo – guitarra, organ
- Ian Underwood – guitarra, instrumentos de viento, teclados
- Steve Vai – guitarra
- Dweezil Zappa – guitarra
- Denny Walley – guitarra slide, voz
- Scott Thunes– bajo, sintetizador, voz
- Jim Pons – bajo, voz
- Roy Estrada – bajo, voz
- Jeff Simmons – bajo
- Tom Fowler – bajo
- Patrick O'Hearn – instrumentos de viento, bajo
- Arthur Barrow – teclados, bajo
- Peter Wolf – teclados
- Allan Zavod – teclados
- Don Preston – teclados
- Ruth Underwood – teclados, percusión
- Bobby Martin – teclados, voz, saxofón
- Tommy Mars – teclados, voz
- George Duke – teclados, voz
- Motorhead Sherwood – guitarra, instrumentos de viento, voz, saxofón barítono
- Napoleon Murphy Brock – saxophone, voz
- Bunk Gardner – saxofón tenor, trompeta
- Bruce Fowler – trombón
- Vinnie Colaiuta – batería
- Ralph Humphrey – batería
- Art Tripp – batería
- David Logerman – batería
- Aynsley Dunbar – batería
- Terry Bozzio – batería
- Chester Thompson – batería
- Jimmy Carl Black – batería, percusión
- Ed Mann – percusión